# 李金江
李金江（1998年5月17日—）是中国大陆男演员，因出演电视剧《父母爱情》和电影《冲锋战警》而被广大观众所知晓。

## 个人简历
李金江出生于中国北京市，2011年进入北京市第三中学就读，2017年考入北京电影学院。

### 脚注
1. 1 2 3  资料以李金江个人认证微博资料为参考。

### 出典
1. ↑  . www.chinadaily.com.cn.   [2018-07-14]. （原始内容存档于2018-07-14）.